# 2015年札幌市長選挙
2015年札幌市長選挙は、政令指定都市である札幌市の執行機関である札幌市長を選出するために行われた選挙で、第18回統一地方選挙前半戦の投票日である2015年4月12日に投票が行われた。

## 概要
市長の任期（4年）が満了したことに伴って行われた。過去2回の選挙では、民主党が推す上田文雄に対し、自由民主党（以下、自民党）の推薦候補が挑む事実上の与野党一騎討ちの構図が展開されてきた。しかし、上田は今回の選挙には出馬せず引退することを表明（6月7日の任期満了を待たず5月1日付で辞職する申出を3月10日に市議会議長に提出）。選挙の構図は上田の下で元副市長を務め民主党と維新の党が推す秋元克広と、前回の市長選挙にも出馬し自民党が推す本間奈々の一騎討ちになる可能性が高くなっていたが、2月24日に政治団体・冬季五輪の札幌招致を撤回する会代表の飯田佳宏が冬季オリンピック・パラリンピックの札幌招致撤回を掲げ出馬表明、27日には日本共産党（以下、共産党）が推す春木智江が、福祉と暮らし最優先の札幌市政を目指すとし、相次いで出馬を表明した。これにより、すべてが新人の4者で争った2003年札幌市長再選挙以来の構図となった。また、今回の市長選挙から、インターネットを利用した選挙運動が解禁となった。

## 選挙日程等
- 告示日：2015年3月29日
- 投票日：2015年4月12日（第18回統一地方選挙前半戦投票日。北海道知事選挙と北海道議会議員選挙、札幌市議会議員選挙の投票も実施）
- 選挙運動期間：2015年3月29日（立候補届出受理時点）から2015年4月11日[4]
- 期日前投票及び不在者投票の期間：2015年3月30日から2015年4月11日[5]
- 選挙管理委員：常田豊明（委員長）、小谷俵藏（委員長職務代理者）、笹出昭夫（委員）、湊谷隆（委員）：各委員の任期は2011年12月22日～2015年12月21日[6]
- 投票所数（投票区数）：中央区37投票区[7]、北区47投票区[8]、東区39投票区[9]、白石区30投票区[10]、厚別区22投票区[11]、豊平区31投票区[12]、清田区16投票区[13]、南区33投票区[14]、西区31投票区[15]、手稲区24投票区[16]。

## 立候補者
29日午後5時の立候補届け出締め切りまでにいずれも新人の5名が立候補を届け出た。5名以上の候補が立候補したのは7人が出馬して再選挙となった2003年選挙以来、12年ぶり。
| 候補者名 | 年齢 | 党派   | 新旧 | 推薦・支持党派                                            | 略歴                                                           |
| -------- | ---- | ------ | ---- | --------------------------------------------------------- | -------------------------------------------------------------- |
| 春木智江 | 56   | 共産党 | 新人 |                                                           | 党道副委員長・党道女性部長                                     |
| 本間奈々 | 45   | 無所属 | 新人 | - （推薦）自民党                                          | （元）総務省自治大学校研究部長・春日井市副市長・札幌市企画課長 |
| 秋元克広 | 59   | 無所属 | 新人 | - （推薦）民主党・維新の党 - （支持）社会民主党・新党大地 | （元）副市長・市長政策室長・南区長・市企画部長                 |
| 飯田佳宏 | 42   | 諸派   | 新人 |                                                           | 冬季五輪の札幌招致を撤回する会代表（元）衆院議員秘書           |
| 須田真功 | 52   | 無所属 | 新人 |                                                           | アパート経営（元）警備会社員・自衛隊員                         |

出典：“候補者・開票情報：札幌市長選”. 朝日新聞. (2015年3月29日) 2015年3月29日閲覧。
- 2013年11月19日：本間奈々、出馬表明[18]
- 2014年1月16日：自民党札幌支部、本間推薦を決定[19]
- 2014年9月16日：秋元克弘、出馬表明[20]。
- 2015年1月17日：新党大地、秋元支持を表明[21]
- 2015年1月26日：社民党道連、秋元支持を表明[22]。
- 2015年2月11日：民主党本部、秋元推薦を表明[23]
- 2015年2月24日：飯田佳宏、出馬表明。
- 2015年2月27日：春木智江、共産党公認で出馬表明[24]。
- 2015年3月11日：維新の党、秋元推薦を決定[25]。
- 2015年3月12日：公明党、札幌市長選については自主投票とすることを決定[26]。

## 選挙結果
選挙の結果、民主党や維新の党が推薦した元副市長の秋元克弘が、自民党が推薦した本間奈々などを制して初当選を果たした。当選した秋元は中小企業支援を始めとした実効性重視の経済・雇用対策を訴えたほか、市職員を35年間勤めた経験を全面に打ち出して、堅実な行政手腕を強調。また引退する上田市長の全面的な支援も受け、推薦した民主党支持層に加えて、無党派層にも食い込んだ。なお投票率は58.75%で前回選挙（2011年）から0.21%上回ったものの、過去4番目に低い結果となった。
※当日有権者数：1,596,856人 最終投票率：58.75%（前回比：+0.21pts）
| 候補者名 | 年齢 | 所属党派 | 新旧別 | 得票数    | 得票率 | 推薦・支持       |
| -------- | ---- | -------- | ------ | --------- | ------ | ---------------- |
| 秋元克広 | 59   | 無所属   | 新人   | 453,493票 | 49.9%  | 民主党・維新の党 |
| 本間奈々 | 45   | 無所属   | 新人   | 316,829票 | 34.9%  | 自民党           |
| 春木智江 | 56   | 共産党   | 新人   | 69,559票  | 7.7%   |                  |
| 飯田佳宏 | 42   | 諸派     | 新人   | 44,729票  | 4.9%   |                  |
| 須田真功 | 52   | 無所属   | 新人   | 23,605票  | 2.6%   |                  |

出典：“投票確定（全市）○　 札幌市長選挙 （平成27年4月12日執行）”.   札幌市選挙管理委員会 (2015年4月12日). 2015年4月16日閲覧。“■ 開票結果（全市）平成27年4月12日執行　札幌市長選挙”.   札幌市選挙管理委員会 (2015年4月12日). 2015年4月16日閲覧。“NHK統一地方選2015　札幌市長選”. NHK. (2015年4月13日) 2015年4月18日閲覧。